# Municipio di Sighișoara
Il Municipio di Sighișoara, in Romania, si trova vicino alla Chiesa del Monastero. L'edificio fu costruito tra il 1887 e il 1888. Al piano superiore si trova una sala barocca, che ospita un festival di musica accademica e molti altri concerti di bande prestigiose.